# Smoot (Wyoming)
Smoot è un census-designated place della Contea di Lincoln nello stato del Wyoming, Stati Uniti d'America. Nel censimento del 2000 la popolazione era di 182 abitanti.

## Geografia fisica
Secondo i rilevamenti dell'United States Census Bureau, la località di Smoot si estende su una superficie di 4,4 km², tutti occupati da terre.

## Popolazione
Secondo il censimento del 2000, a Smoot vivevano 182 persone, ed erano presenti 44 gruppi familiari. La densità di popolazione era di 41,1 ab./km². Nel territorio comunale si trovavano 63 unità edificate. Per quanto riguarda la composizione etnica degli abitanti, il 95,60% era bianco, lo 0,55% era nativo, l'1,10% apparteneva ad altre razze e il 2,75% a due o più. La popolazione di ogni razza ispanica corrispondeva al 4,95% degli abitanti.
Per quanto riguarda la suddivisione della popolazione in fasce d'età, il 35,2% era al di sotto dei 18, il 9,3% fra i 18 e i 24, il 23,1% fra i 25 e i 44, il 22,0% fra i 45 e i 64, mentre infine il 10,4% era al di sopra dei 65 anni di età. L'età media della popolazione era di 31 anni. Per ogni 100 donne residenti vivevano 95,7 uomini.